# Distichophyllum rakotomariae
Distichophyllum rakotomariae är en bladmossart som beskrevs av Marshall Robert Crosby 1976. Distichophyllum rakotomariae ingår i släktet Distichophyllum och familjen Hookeriaceae. Inga underarter finns listade i Catalogue of Life.